# Verwaltungsgemeinschaft Haldenwang im Allgäu
Die Verwaltungsgemeinschaft Haldenwang im Allgäu im schwäbischen Landkreis Oberallgäu wurde im Zuge der Gemeindegebietsreform am 1. Mai 1978 gegründet und zum 1. Januar 1980 bereits wieder aufgelöst.
Ihr gehörten die Gemeinden Haldenwang und Lauben an, die seither Einheitsgemeinden mit eigener Verwaltung sind.
Sitz der Verwaltungsgemeinschaft war Haldenwang.